# ماساهيرو كانو
ماساهيرو كانو (باليابانية: 加納 昌弘) (4 أبريل 1977 في تشيبا في اليابان – )؛ هو لاعب كرة قدم ياباني سابق كان يلعب كمدافع.

## وصلات خارجية
- ماساهيرو كانو على موقع رابطة كرة القدم اليابانية للمحترفين (اليابانية)